# 兹拉特科·什科里奇
兹拉特科·什科里奇（1941年7月27日—2019年5月23日），克罗地亚男子足球运动员。曾效力于南斯拉夫国家足球队。他曾在1964年代表南斯拉夫参加了东京奥运男子足球比赛，最终队伍获得第六名。